# 久留米市外三市町高等学校組合立三井中央高等学校
久留米市外三市町高等学校組合立 三井中央高等学校（くるめしほかさんしちょうこうとうがっこうくみあいりつ みいちゅうおうこうとうがっこう）とは、福岡県久留米市北野町中にある公立の女子高等学校。
3市（久留米市・朝倉市・小郡市）・1町（大刀洗町）が組織する一部事務組合「久留米市外三市町高等学校組合」によって運営されている。

## 概要
歴史
1950年（昭和25年）に設置された「福岡県立筑水高等学校定時制北野分校」を前身とする。1963年（昭和38年）に全日制課程の「福岡県公立三井中央高等学校」として独立。長い間、普通科に加え、家庭に関する学科と商業に関する学科を有していたが、2018年（平成30年）には総合学科校となった。独立した1963年（昭和38年）を創立年としており、2023年（令和5年）に創立60周年を迎えた。少子化による定員割れのため、2024年（令和6年）に生徒募集を停止し、2026年（令和8年）に閉校する予定である。
設置課程・学科
全日制課程 総合学科（アドバンスコース・マスターコース）
校訓
「創意・清純・実践」
校章
中央に「髙」の文字を配している。
校歌
作詞は丸山豊、作曲は森脇憲三による。歌詞は3番まであり、各番の歌詞中に校名の「三井中央」が登場する。

## 沿革
前身・定時制北野分校
- 1950年（昭和25年）4月1日 - 「福岡県立筑水高等学校 北野分校」の設立が認可される。北野町今山恩賜館内に設立。
- 1955年（昭和30年）4月1日 - 「福岡県立久留米農芸高等学校 北野分校」に改称。
- 1962年（昭和37年）4月1日 - 北野分校としての生徒募集を停止。

独立
- 1963年（昭和38年）
  - 4月5日 - 福岡県公立三井中央高等学校の設立が認可される。
  - 4月15日 - 「福岡県公立三井中央高等学校」が開校。全日制課程 生活科2学級を設置。
- 1964年（昭和39年）1月4日 - 「組合立三井中央高等学校」と改称。
- 1965年（昭和40年）4月1日 - 甘木市（現・朝倉市）の学校組合加入に伴い、「久留米市外四市町高等学校組合立 三井中央高等学校」に改称。普通科（2学級）と商業科（2学級）を設置。
- 1979年（昭和54年）3月 - 本館新校舎が完成。
- 1987年（昭和62年）3月 - 新館特別教室（視聴覚室・図書館・情報処理関係特別教室）が完成。
- 1994年（平成6年）9月 - パソコン教室が完成。
- 1996年（平成8年）8月 - コスモスルーム、新部室が完成。
- 1997年（平成9年）6月 - 地域環境美化功労者表彰を受賞。
- 1998年（平成10年）10月 - 秋桜館が完成。
- 2003年（平成15年）4月1日 - 総合型高等学校に改編される。普通科（2学級）、普通科総合コース（人文科学系・情報科学系）、ライフデザインコース、ビジネス科（2学級:オフィスビジネス系・情報ビジネス系）を設置。
- 2005年（平成17年）2月5日 - 久留米市と北野町の合併に伴い、「久留米市外三市町高等学校組合立 三井中央高等学校」（現校名）に改称。
- 2006年（平成18年）4月1日 - 普通科総合コースを「特進コース・進学コース」に改編。
- 2009年（平成21年）4月1日 - ビジネス科を「キャリアアップ・オフィス情報」に改編。
- 2013年（平成25年）11月 - 創立50周年記念式典を挙行。
- 2018年（平成30年）4月1日 - 普通科・ビジネス科の生徒募集を停止し、総合学科を設置。
- 2023年（令和5年） - この年度の入学者を最後に生徒募集を停止[1]。
- 2026年（令和8年）3月31日 - 閉校（予定）。

## 交通
最寄り鉄道駅など
- 西鉄甘木線 「北野駅」